# Christopher Baum (Mediziner)
Christopher Baum (* 13. April 1962 in Marburg, Deutschland) ist ein deutscher Mediziner und Molekularbiologe. Derzeit ist er Vorstandsvorsitzender des Berliner Instituts für Gesundheitsforschung.

## Wissenschaftlicher Werdegang
Christopher Baum studierte Humanmedizin in Essen, Freiburg und Hamburg. Er promovierte 1991 zum Dr. med. und arbeitete im darauffolgenden Jahr als wissenschaftlicher Mitarbeiter in der Abteilung Toxikologie der Universität Hamburg. Von 1993 bis 1999 war er Teamleiter am Heinrich-Pette-Institut, Leibniz-Institut für Experimentelle Virologie, in Hamburg. Im Jahr 1999 habilitierte er sich im Fach Molekulare Medizin an der Universität Hamburg zu gentherapeutischen Verfahren mit dem Titel „Chimerism and Evolution in the Organism“. Daraufhin trat er im Jahr 2000 eine C3-Professur für Stammzellbiologie an der Medizinischen Hochschule Hannover (MHH) an und übernahm von 2006 bis 2013 als W3-Professor die Leitung des Instituts für Experimentelle Hämatologie. Zeitgleich war er von 2002 bis 2009 assoziierter Professor für Pädiatrie am Cincinnati Children‘s Hospital in den USA. 

## Ämter und Funktionen
Von 2007 bis 2013 übernahm Baum die Funktion des Forschungsdekans der MHH und wurde hier 2013 zum Präsidenten gewählt. Dieses Amt hatte er von 2013 bis 2018 inne. Seit 2019 bekleidete Baum das Amt des Vizepräsidenten Medizin der Universität zu Lübeck und war Vorstandsmitglied des Universitätsklinikums Schleswig-Holstein (UKSH). Hier vertrat er hauptamtlich den Aufgabenbereich Forschung und Lehre in der Medizin. Im Oktober 2020 trat er sein aktuelles Amt als Vorstandsvorsitzender der Berliner Instituts für Gesundheitsforschung an. Darüber hinaus ist er Präsidiumsmitglied des Medizinischen Fakultätentages (MFT) und hat dort den Vorsitz der AG Wissenschaft inne.

## Wissenschaftliche Schwerpunkte
Wissenschaftlich beschäftigte sich Christopher Baum besonders mit der Gentherapie. Er entwickelte Genvektoren zum Einschleusen von Genen in Blutstammzellen und deckte die Grundlagen der so genannten Insertionsmutagenese in der Gentherapie auf, die bei gentherapeutisch behandelten Patienten zu Blutkrebs führen kann. Darauf aufbauend entwickelte er Testverfahren, mit denen sich diese Nebenwirkung vor der Übertragung der genetisch modifizierten Blutstammzellen ausschließen lässt.

## Auszeichnungen
Für seine wissenschaftlichen Arbeiten erhielt Baum unter anderem den Ursula M. Händel-Tierschutzpreis der Deutschen Forschungsgemeinschaft (DFG) sowie den Luise & Horst Köhler Preis für Forschung zu Seltenen Erkrankungen.